# Epp Mäe
Epp Mäe (2 kwietnia 1992) – estońska zapaśniczka walcząca w stylu wolnym. Dwukrotna olimpijka. Zajęła trzynaste miejsce w Rio de Janeiro 2016 w kategorii 75 kg i ósme w Tokio 2020 w kategorii 76 kg.
Srebrna medalistka mistrzostw świata w 2021 i brązowa w 2015, 2019 i 2022; piąta w 2018 roku. 
Złota medalistka mistrzostw Europy w 2021; srebrna w 2022 i brązowa w 2017. Brązowa medalistka igrzysk europejskich w 2019; dziewiąta w 2015. Brązowa medalistka wojskowych MŚ w 2018. Zdobyła trzy medale na mistrzostwach nordyckich w latach 2013 - 2017. Wicemistrzyni 2013 World Combat Games. Akademicka wicemistrzyni świata w 2014. Druga na ME U-23 w 2015. Brązowa medalistka MŚ juniorów w 2009 i mistrzyni Europy w 2012. Triumfatorka plażowych MŚ w 2014 roku.